# École française internationale de Katmandou

L’École française internationale de Katmandou (EFIK) est un établissement scolaire privé de droit local, multilingue français-anglais-népali, créé et géré par une association de parents d'élèves. Il est homologué par le ministère français de l'Éducation nationale et conventionné avec l'Agence pour l'enseignement français à l'étranger (AEFE), établissement public national à caractère administratif, placé sous la tutelle du ministère chargé des Affaires étrangères.
L’EFIK est née en 1987 dans le quartier de Gairidhara, à l’instigation de quelques familles et deux enseignants. Limitée initialement à l'enseignement préélémentaire (classes maternelles), elle s‘appelait « Badaboum ». En 1990, l’école s'installe à Lazimpat, où elle se trouve encore actuellement et ouvre ses premières classes élémentaires.  Elle a été renforcée en 2011 pour résister à un séisme.
Depuis septembre 2016, l'établissement a ouvert ses portes aux élèves entrant dans le secondaire via des cours proposés par le CNED.